# Шаста (округ, Каліфорнія)
40°46′ пн. ш. 122°02′ зх. д. / 40.76° пн. ш. 122.04° зх. д.
Округ Ша́ста (англ. Shasta County) — округ (графство) у штаті Каліфорнія, США. Ідентифікатор округу 06089.

## Історія
Округ утворений 1850 року.

## Демографія
За даними перепису 2000 року загальне населення округу становило 163 256 осіб, зокрема міського населення було 112 595, а сільського — 50 661. Серед мешканців округу чоловіків було 79 572, а жінок — 83 684. В окрузі було 63 426 домогосподарств, 44 002 родин, які мешкали в 68 810 будинках. Середній розмір родини становив 2,98.
Віковий розподіл населення поданий у таблиці:
| Стать    | До 15 років | 15-21 | 22-29 | 30-39 | 40-49 | 50-65 | 65-85 | Понад 85 |
| -------- | ----------- | ----- | ----- | ----- | ----- | ----- | ----- | -------- |
| Чоловіки | 17893       | 8542  | 6217  | 9910  | 12214 | 13981 | 9888  | 927      |
| Жінки    | 16637       | 8202  | 6260  | 10796 | 13219 | 14524 | 12098 | 1948     |

## Суміжні округи
- Сискію — північ
- Модок — північний схід
- Лассен — схід
- Плумас — південний схід
- Техама — південь
- Триніті — захід

## Виноски
1. ↑  U.S. Decennial Census. United States Census Bureau. Архів оригіналу за 12 травня 2015. Процитовано 31 травня 2014.
2. ↑  Historical Census Browser. University of Virginia Library. Архів оригіналу за 11 серпня 2012. Процитовано 31 травня 2014.
3. ↑  Population of Counties by Decennial Census: 1900 to 1990. United States Census Bureau. Архів оригіналу за 24 вересня 2015. Процитовано 31 травня 2014.
4. ↑  Census 2000 PHC-T-4. Ranking Tables for Counties: 1990 and 2000 (PDF). United States Census Bureau. Архів оригіналу (PDF) за 18 грудня 2014. Процитовано 31 травня 2014.
5. ↑  State & County QuickFacts. United States Census Bureau. Архів оригіналу за 18 липня 2011. Процитовано 6 квітня 2016. [Архівовано 2011-08-01 у Wayback Machine.](англ.) Наведено за англійською вікіпедією.
6. ↑  American FactFinder. Бюро перепису населення США. Архів оригіналу за 26 лютого 2012. Процитовано 31 січня 2008. [Архівовано 2008-05-21 у Wayback Machine.]

| США | Це незавершена стаття з географії США. Ви можете допомогти проєкту, виправивши або дописавши її. |